# Cherepons
Els cherepons són els membres d'un grup ètnic guang que viuen a la regió Oriental de Ghana. La seva llengua materna és el cherepon. Hi ha entre 111.000 i 145.000 cherepons a Ghana. El seu codi ètnic és NAB59a i el seu ID és 11323.

## Situació geogràfica i pobles veïns
Els cherepons tenen el territori a l'est de la ciutat de Koforidua, al nord dels Lartehs, entre les zones de les llengües ga i twi, a la regió Oriental de Ghana.
Segons el mapa lingüístic de Ghana de l'ethnologue, el territori cherepon està situat al nord-est d'Accra, no gaire lluny del riu Volta. Els cherepons són veïns amb el territori dels dangmes al nord i est, dels lartehs al sud i dels àkans a l'oest i sud-oest. El territori dels ga no està gaire lluny, al sud, després del territori dels lartehs.

## Llengua
El cherepon és la llengua materna dels cherepons, que també es coneixen l'àkan.

## Religió
El 80% dels cherepons són cristians i el 20% creuen en religions africanes tradicionals. El 40% dels cherepons cristians pertanyen a esglésies independents, el 30% són catòlics i el 30% són cristians. Segons el joshuaproject, el 22% dels cherepons catòlics segueixen el moviment evangèlic.